# 海南秋海棠
海南秋海棠（学名：Begonia hainanensis）是秋海棠科秋海棠属的植物，为中国的特有植物，分布于海南岛等地，生长于海拔1,000米的地区，见于林谷中石上，目前已由人工引种栽培。
其种加词“hainanensis”意为“海南的”。